# Rörbäckstjärnen (Lima socken, Dalarna)
Rörbäckstjärnen är en sjö i Malung-Sälens kommun i Dalarna och ingår i Göta älvs huvudavrinningsområde.